# فریش ۱۳۹۷۷
سیارک ۱۳۹۷۷ (به انگلیسی: 13977 Frisch، نامگذاری:1992HJ7) سیزده هزار و نهصد و هفتاد و هفتمین سیارک کشف شده‌است که در ۲۹ آوریل ۱۹۹۲ کشف شد.
قدر مطلق سیارک برابر ۱۲٫۸۰ است.